# Ubuntu One
Ubuntu One ist ein auf Open-ID basierender Single Sign-On-Onlinedienst, der es ermöglicht, sich mit einem einzelnen Konto bei verschiedenen Websites und Services rund um die Linux-Distribution Ubuntu anzumelden. Bis April 2014 war Ubuntu One außerdem ein Filehosting-Dienst des Unternehmens Canonical.
Der Dienst war primär für Anwender von Ubuntu-Betriebssystemen gedacht, wurde dann aber auch mit den Betriebssystemen Windows, Mac, Android und mobil nutzbar. Ubuntu One ermöglichte Benutzern über einen zentralen Server die Synchronisation von Daten zwischen mehreren Computern bzw. zwischen Computern und Mobiltelefonen. Angeschlossen war außerdem ein Online-Musikdienst, welcher auch das Streaming auf Mobiltelefone ermöglichte. Das Angebot konnte sowohl über eine Client-Software als auch über eine Webschnittstelle genutzt werden.
Der Dienst wurde serverseitig am 1. Juni 2014 eingestellt. Benutzerdaten blieben bis zum 31. Juli gespeichert und wurden dann gelöscht.
Weiterhin werden jedoch der Name und die Zugangsdaten der Benutzer für den Ubuntu-eigenen Identifikationsservice verwendet, der z. B. für das Ubuntu Software-Center genutzt wird.

## Geschichte
Der Dienst wurde im Mai 2009 mit einer öffentlichen Beta-Phase aufgenommen. Die anfangs zur Nutzung notwendige Beantragung von Zugangscodes entfiel Ende Juli. Anfang Oktober wurde der für zahlende Kunden verfügbare Speicherplatz auf 50 GB erhöht. In der Ende Oktober 2009 erschienenen Version 9.10 von Ubuntu wurde der Dienst in die Distribution integriert. Mit der Veröffentlichung von Ubuntu 10.10 im Oktober 2010 endete der Beta-Status und das Zahlungsmodell wurde geändert.
Im April 2014 kündigte Canonical CEO Jane Silber in einem "blog posting" die Einstellung des Dienstes und die Veröffentlichung des bestehenden Programm-Quelltexts als quelloffene Software an.

## Funktionsweise und Bedienung
Ubuntu One legte ein gleichnamiges Verzeichnis im Benutzerverzeichnis an. Dort abgelegte Dateien wurden bei bestehender Internet-Verbindung mittels der Client-Software Ubuntu One Client auf den Server übertragen. Andere Rechner, die mit demselben Benutzerkonto von Ubuntu One verbunden waren, konnten die geänderten Dateien ebenfalls mittels dieser Software synchronisieren.
Neben einfacher Dateisynchronisation konnte Ubuntu One auch andere Daten, wie Kontakte aus dem Adressbuch von Evolution oder Notizen des Programms Tomboy, synchronisieren.

### Webschnittstelle
Der Ubuntu One Client diente lediglich zur Übertragung der Daten auf den Server. Angelegt und bearbeitet wurden die Daten in dem jeweils dafür zuständigen Programm auf dem lokalen Rechner. So wurden Kontaktdaten bspw. mit Evolution bearbeitet. Waren die Daten jedoch einmal auf den Server hochgeladen, konnten einige Bearbeitungen auch im Browser mittels einer Webschnittstelle vorgenommen werden. Diese stellte folgende Funktionen bereit (Stand: November 2009):
- Dateien verwalten, also hochladen, herunterladen, Ordner anlegen, Dateien und Ordner löschen, Ordner für andere Nutzer freigeben. Alle hier getätigten Veränderungen wurden auf alle mit diesem Konto eingerichtete Rechner übertragen.
- Adressbücher bearbeiten, die sich mit der E-Mail-Software Evolution auf dem eigenen Rechner synchronisieren
- Notizen bearbeiten, die sich mit dem Notiz-Programm Tomboy synchronisieren. Diese Funktion wurde zum 27. Februar 2012 entfernt.

## Pakete
Es wurden verschiedene Pakete angeboten. Diese unterschieden sich in Preis sowie Funktionsumfang.
- Ubuntu One Free

Das kostenlose Basispaket mit 5 Gigabyte Speicherplatz konnte zur Synchronisation von Dateien, Kontakten, Lesezeichen und Notizen zwischen verschiedenen Geräten verwendet werden. Auch im Ubuntu One Music Store gekaufte Musikstücke wurden zwischen den eingetragenen Systemen synchronisiert.
- 20-pack of storage

Zusätzlich zu den kostenlos erhältlichen 5 Gigabyte Speicherplatz konnten beliebig viele weitere 20-Gigabyte-Pakete kostenpflichtig hinzugefügt werden. Vom Funktionsumfang waren diese – bis auf den erweiterten Speicherplatz – mit Ubuntu One Basic identisch.
- Ubuntu One Music Streaming

Dieses kostenpflichtige Paket ermöglichte das Streaming einer Musiksammlung von den Servern des Angebots auf Mobiltelefone.

## Technik
Clientseitig gibt es den in Python geschriebenen Ubuntu One client für Ubuntu ab Version 9.04 mit einem Daemon zur Datensynchronisation und einem Applet für Benachrichtigungen bei Übertragungen und Unterbrechungen als Desktop-Panel. Zur Synchronisierung kam die Software Twisted und Protocol Buffers für die Protokollbeschreibung zum Einsatz. Die Daten bestimmter Applikationen wie z. B. Tomboy konnten durch den Zugriff auf eine lokale CouchDB-Instanz synchronisiert werden.
Gespeichert wurden die Daten auf Servern in Großbritannien und unterlagen damit europäischem Datenschutzrecht.

### Ubuntu One Mobile
In Kooperation mit Funambol wurde ein SyncML-basiertes Konzept zur Synchronisation von Kontakten mit Mobiltelefonen angeboten.

## Ubuntu One Music Store
Der Ubuntu One Music Store (in Kooperation mit 7digital) enthielt MP3-kodierte Lieder in 256 kbps oder höherer Bitrate ohne DRM. Die Einbindung in Ubuntu erfolgte direkt über den GNOME-Musikspieler Rhythmbox oder über Banshee mittels einer Erweiterung. Gekaufte Musikstücke wurden neben der lokalen Kopie auch in den Online-Speicherplatz des Nutzers überführt und konnten mit jedem angeschlossenen Computer synchronisiert werden. Je nach gebuchtem Paket war von dort auch Streaming auf ein Mobiltelefon möglich.

## Kritik
Der Name Ubuntu steht in der Öffentlichkeit für freie und quelloffene Software, wogegen die auf dem Server laufenden Teile von Ubuntu One proprietär waren. Das wurde von vielen Mitgliedern der Linux-Gemeinde als Missbrauch des Rufes von Ubuntu gesehen.